# Robert II Estienne
Pour les articles homonymes, voir Robert II et Estienne.
Robert II Estienne (né v. 1530 à Paris, mort en 1571), fils de Robert Estienne, était un imprimeur français, descendant d'une longue lignée de noblesse provençale remontant au XIIe siècle.

## Biographie
Robert II Estienne ne partagea point, du moins au début de son âge adulte, les sentiments de son père touchant la Réforme, et refusa de l'accompagner à Genève lorsqu'il s'y retira pour jouir du libre exercice de sa religion. Cette conduite indisposa tellement son père que celui-ci le déshérita ; mais Robert avait su se créer des ressources par son intelligence et par son travail. Il eut en particulier la réputation d'être meilleur helléniste que son père, cela étant dû sans doute à l'enseignement excellent qu'il en avait reçu.
Dès 1556, il possédait une imprimerie pourvue de beaux caractères, comme on peut en juger par les Rudimenta de Despautère, le premier livre sorti de ses presses. Il s'associa avec Guillaume Morel pour l'impression de quelques ouvrages, entre autres des poésies d'Anacréon, corrigées et traduites en vers latins par Henri II Estienne, son frère.
On croit qu'il obtint le brevet d'imprimeur du roi après la mort de son père ; cependant il n'en prit le titre qu'en 1561. Dans des lettres patentes données le 8 octobre de cette même année, le roi Charles IX le qualifie de « nostre imprimeur ordinaire en langues hebree, chaldee, grecque, latine et françoise ».
À la fin de sa vie, Robert II Estienne se convertit ouvertement à la religion réformée, comme en témoigne l'anecdote célèbre de la visite que fit à son atelier la reine Jeanne d'Albret, le 21 mai 1566. À cette occasion la reine improvisa (?) les vers suivants :
QUATRAIN DE JEANNE, Reine de Navarre, à l'Imprimerie de R. E. Imprimeur du Roi.
Art singulier, d’ici aux derniers ans,

Représentez aux enfans de ma race,

Que j’ai suivi des craignans Dieu la trace

Afin qu’ils soient les mêmes pas suivans.
Ce à quoi l'imprimeur répondit à la reine, au nom de l'Imprimerie, par le sonnet suivant, qu’on prétend aussi avoir été improvisé :
RÉPONSE DE L'IMPRIMERIE à Très Haute, Très Puissante & Très Vertueuse Princesse la Reine de Navarre.
Princesse, que le Ciel de grâces favorise,

À qui les craignants Dieu souhaitent tout bonheur,

À qui les grands esprits ont donné tout honneur,

Pour avoir doctement la science conquise,

S’il est vrai que du Temps la plus brave entreprise

Au-devant des Vertus abaisse sa grandeur,

S’il est vrai que les ans n’offusquent la splendeur

Qui fait luire partout les enfans de l’Église,

Le ciel, les craignants Dieu & les hommes savans

Me feront raconter aux peuples survivans

Vos grâces, & votre heur, & louange notoire.

Et puisque vos Vertus ne peuvent prendre fin,

Par vous je demourrai vivante, à celle fin

Qu’aux peuples à venir j’en porte la mémoire.
Les deux pièces furent aussitôt imprimées et un feuillet remis à la reine. Un exemplaire (unique ?) de ce feuillet subsiste à la BnF (fac-similé in Geneviève Guilleminot-Chrétien, dans Barbier, Paris capitale des livres, p. 49).
Demeurant rue Saint-Jean-de-Beauvais, Robert II Estienne quitta, en 1569, Paris pour Genève, où il mourut au mois de février 1571. Fédéric Morel, son neveu, fut pourvu de son brevet le 4 mars de la même année. Robert II Estienne avait eu, de son mariage avec Denise Barbé, trois fils, Robert III, François, mort jeune, et Henri III. Outre diverses poésies de circonstance, il écrivit des pièces liminaires pour le théâtre de Robert Garnier. Sa veuve épousa Mamert Patisson.